# Rettungshausbewegung
Die Rettungshausbewegung war eine christliche soziale Bewegung mit sozialpädagogischen Konzepten und ist als solche mit der Geschichte der Erweckungsbewegung, Diakonie, Pädagogik und Sozialen Arbeit verbunden. Die Ursprünge liegen im Pietismus.

## Geschichte
Ausgehend von Johannes Daniel Falk in Weimar kam es ab Anfang des 19. Jahrhunderts zu Initiativen, die sich insbesondere der Unterstützung und Ausbildung von Kindern und jungen Menschen in Armutslagen verschrieben. Falk gründete 1813 mit Stiftsprediger Karl Friedrich Horn aus Weimar die Gesellschaft der Freunde in Not. In ähnlicher Anlage stehen die sozialpädagogischen Konzepte bei Johann Heinrich Pestalozzi in Stans (1789) und Christian Heinrich Zeller in Beuggen bei Lörrach (1820). Durch die voranschreitende Industrialisierung gewann die Problematik der verarmten, städtischen Arbeiterfamilien in der zweiten Hälfte des 19. Jahrhunderts zunehmend an Bedeutung. Bekanntester Vertreter war der Hamburger Theologe Johann Hinrich Wichern, der 1832 das noch heute bestehende Rauhe Haus im damaligen Dorf Horn gründete. Wichern gab gefährdeten Jugendlichen aus Hamburger Milieubezirken wie St. Georg ein Obdach sowie Schulbildung und handwerkliche Ausbildung. Hier hatten – während zuvor Kinder und Jugendliche nur mit Zustimmung der Erziehungsberechtigten aufgenommen wurden – auch straffällige Kinder und Jugendliche die Möglichkeit der Aufnahme.
Mit den bürgerlich-revolutionären Erhebungen (vgl. Europäische Revolutionen 1848/1849) und der zunehmenden Verarmung auch der erwerbstätigen Bevölkerung (Pauperismus) verlagerte sich der zunächst vom Liberalismus (Nachtwächterstaat) geprägte Fokus des bürgerlich-feudalistischen Milieus der gesellschaftlichen Oberschicht, in dessen Stiftungszuspruch sich privatwohltätige pietistische Ansätze entfalten konnten, auf ein stärker aktiv eingreifendes, regulierendes und ein bis hin zur Bismarckschen Sozialreform sozialgesetzgeberisches Akteurshandeln.
Auf Kriminalität und Verwahrlosung Jugendlicher antwortete der Staat mit Polizei- und Zwangserziehungsmaßnahmen; große Anstalten entstanden, um Kinder zu „maßregeln“. Im gleichen Zuge nahm die Bedeutung des Rettungshaus-Konzepts ab. 1868 gab es zwar 320 evangelische und 80 katholische Rettungshäuser im deutschen Sprachgebiet, der öffentlich propagierte Hilfeansatz war jedoch bereits ein grundlegend anderer. Die Expansion des Rettungsgedankens auch in Berlin – nach der Gründung des dortigen Johannesstifts und der preußischen Gefängnisreform durch Wichern mit seiner Fokussierung auf Einzelhaft und Aufsicht durch diakonisch qualifizierte „Brüder“ des Rauhen Hauses – fand angesichts der aufkommenden und auch von pietistisch-privatwohltätiger Seite als bedrohlich wahrgenommenen sozialistischen Arbeiterbewegung konzeptionell einen Abbruch: der nationalkonservative wilhelminische Staat sah sich aus Selbsterhaltungsgründen gefordert, sich der als „gefährdet“ erkannten Jugend zuzuwenden.
Privatwohltätige Häuser übernahmen, allein mit der Bewältigung des Massenelends überfordert, im Rahmen ihres christlichen Profils zugleich öffentliche Aufgaben.

## Konzept
Das sozialpädagogische Konzept der Rettungshäuser war dadurch geprägt, dass das „verwahrloste Kind“ individuell, familiär und sozialgemeinschaftlich als erziehungsbedürftig angesehen wurde. Es sollte – in der Ausprägung bei Wichern – aus seinem „verderbten“ Milieu herausgeholt werden, um es über die Aufnahme in einem familienanalogen, neuen Zuhause zu einem nützlichen Mitglied der Gesellschaft zu machen. Übergreifendes Credo der Rettungshäuser sind differenziert strukturierende „gezielte Erziehungsmaßnahmen“, um damit Folgen von Armut zu korrigieren.